# 阮元家庙及宅第
阮元家庙及宅第，位于江苏省扬州市广陵区毓贤街，是中华人民共和国江苏省文物保护单位之一。
2002年10月22日，授予江苏省文物保护单位，是一座古建筑。